# Лозиця (Хорватія)
42°40′ пн. ш. 18°04′ сх. д. / 42.67° пн. ш. 18.07° сх. д.
Лозиця (хорв. Lozica) — населений пункт у Хорватії, у Дубровницько-Неретванській жупанії у складі міста Дубровник.

## Населення
Населення за даними перепису 2011 року становило 146 осіб.
Динаміка чисельності населення поселення: